# Брезовец (Лендава)
Брезовец (словен. Brezovec, мађ. Végfalva) је бивше насељено место у општини Лендава, Помурска регија, Словенија.

## Историја
До територијалне реорганизације у Словенији био је у саставу старе општине Лендава. Године 2022. насеље је укинуто и прикључено насељу Хотиза.

## Становништво
На попису становништва 2011. године, Брезовец је имао 9 становника.
| Број становника према пописима | Број становника према пописима | Број становника према пописима |
| ------------------------------ | ------------------------------ | ------------------------------ |
| 1991                           | 2002                           | 2011                           |
| 18                             | 11                             | 9                              |

Напомена: Године 2018. промењена је граница и подручје насеља Брезовец, што је последица поравнања државне границе између Словеније и Хрватске.